# Polycentrus
Polycentrus ist eine Gattung kleiner Süßwasserfische, die im nordöstlichen Südamerika und im Amazonasbecken, im Einzugsbereich des Rio Negro, sowie auf Trinidad vorkommt. Es gibt zwei Arten, den Südamerikanischen Vielstachler (Polycentrus schomburgkii), der auf Trinidad und im Gebiet der Orinokomündung, in den drei Guyanas und in Küstenflüssen der brasilianischen Bundesstaaten Amapá und Pará lebt, und der erst 2014 beschriebene Polycentrus jundia, der im Einzugsbereich des Rio Negro vorkommt.

## Merkmale
Polycentrus-Arten werden 3 bis 6 cm lang und haben einen ovalen, seitlich stark abgeflachten Körper. Ihre Körperfärbung ist bräunlich. Einige senkrecht verlaufende Reihen von dunklen, hell umgrenzten Punkten mustern die Körperseiten. Während der Brutzeit zeigen Männchen und Weibchen unterschiedliche Färbungen. Die Afterflosse wird von 11 bis 13 Flossenstrahlen gestützt. An der oberen Seitenlinie findet sich eine einzelne, mit Poren versehene Schuppe. Die vordere Seitenlinie fehlt. Eine Bartel am Unterkiefer, wie sie der verwandte Blattfisch zeigt, fehlt. Der untere Rand des Präoperculums ist leicht gesägt. Die Basis der Schwanzflosse ist unbeschuppt.

## Belege
1. 1 2  Peter van der Sleen & James S. Albert: Field Guide to the Fishes of the Amazon, Orinoco, and Guiana. Princeton Field Guides, University Press Group, 2017, ISBN 978-0-691-17074-9, Seite 386.
2. ↑  Polycentrus auf Fishbase.org (englisch)